# Kneecap (film)
Pour plus de détails, voir Fiche technique et Distribution.
Kneecap est un film irlandais réalisé par Rich Peppiatt, sorti en 2024.

## Synopsis
L'ascension du group de hip-hop gaélique Kneecap.

## Fiche technique
- Titre : Kneecap
- Réalisation : Rich Peppiatt
- Scénario : Rich Peppiatt, Móglaí Bap, Mo Chara et DJ Próvaí
- Musique : Mikey J
- Photographie : Ryan Kernaghan
- Montage : Chris Gill et Julian Ulrichs
- Production : Trevor Birney et Jack Tarling
- Société de production : Fine Point Films, Mother Tongues Films, Shudder Films, DMC Film et Naughty Step
- Société de distribution : Wayna Pitch (France)
- Pays :  Irlande et  Royaume-Uni
- Genre : Comédie dramatique, film musical et biopic
- Durée : 105 minutes
- Dates de sortie : 
  -  Irlande : 8 août 2024
  -  France : 18 juin 2025

## Distribution
- Móglaí Bap : Móglaí Bap « Naoise »
- Mo Chara : Mo Chara « Liam Óg »
- DJ Próvaí : Dj Próvai « JJ »
- Josie Walker : le détective Ellis
- Fionnuala Flaherty : Caitlin
- Jessica Reynolds : Georgia
- Adam Best : Doyle
- Simone Kirby : Dolores
- Michael Fassbender : Arló
- Matthew Sharpe : Sean
- Cathal Mercer : Fra
- Donagh Deeney : oncle Peadar
- Marty Maguire : Nesbitt
- Saorlaoith Brady : Lorna
- Lalor Roddy : le prêtre
- Gerry Adams : lui-même

## Accueil
Le film a reçu un accueil défavorable de la critique. Il obtient un score moyen de 76 % sur Metacritic.
Il a été primé au festival "Les Arcs Film Festival", en décembre 2024, du titre de "Flèche de Cristal" en partenariat avec France Télévisions.